# Lichenopora intricata
Lichenopora intricata är en mossdjursart som först beskrevs av Busk 1856.  Lichenopora intricata ingår i släktet Lichenopora och familjen Lichenoporidae. Inga underarter finns listade i Catalogue of Life.